# Встреча в конце зимы
«Встреча в конце зимы» — художественный фильм режиссёра Иосифа Шульмана.

## Сюжет
Анна Фёдоровна Губарева, работающая ответственным секретарём областной газеты, не стремится к тому, чтобы её любили окружающие. Она пережила тяжёлые годы Великой Отечественной войны и теперь каждую минуту своей жизни посвящала тем, кого потеряла в годы войны…

## В ролях
- Лариса Лужина — Анна Фёдоровна Губарева
- Пётр Вельяминов — Василевич, фронтовой друг Анны Губаревой
- Ростислав Янковский — Семён Петрович, редактор
- Всеволод Платов — Топоров
- Елена Легурова — Вика
- Александр Демьяненко — Кудрявый, фельетонист, справляющий новоселье
- Ростислав Шмырёв — Кирилл Калиныч
- Павел Кормунин — Бумажников
- Дмитрий Галицкий — Тарасик
- Александр Кашперов — Слава
- Валентин Никулин — поэт «без углов»
- Владимир Новиков — отец Тарасика
- Пётр Юрченков — Сергей, муж Анны Губаревой
- Валентин Букин — человек из управления карьера
- Александр Беспалый — Сомов, главный инженер

## Съёмочная группа
- Автор сценария: Владимир Гусаков
- Режиссёр: Иосиф Шульман
- Оператор: Феликс Кучар
- Композитор: Вениамин Баснер
- Художник: Александр Чертович